# Luc Barbé
Luc Barbé, né à Ninove, le 9 août 1962 est un homme politique flamand, membre de Groen, dont il est le principal idéologue et dont il présida la direction (PartijBestuur) pendant plusieurs années.
Il fut employé; il est ingénieur industriel.

## Carrière politique
- député fédéral belge :
  - du 24 novembre 1991 au 21 mai 1995.
    - membre du Vlaamse Raad  (07-01-1992 - 21-05-1995)